# Teplá hustá hmota
Teplá hustá hmota, anglicky Warm Dense Matter, WDM, je stav hmoty na pomezí pevné látky a plazmatu. Jedná se o hmotu s hustotami podobnými pevné látce a teplotami v řádech 10000-1 mil. K. V tomto stavu je potenciální energie interakce mezi elektrony a ionty obdobně vysoká jako kinetická energie elektronů.
WDM se nachází v jádrech některých velkých planet a vyskytuje se v experimentech pro  jadernou fúzi s inerciálním udržením a dalších experimentech, kde ultraintenzivní lasery interagují s pevnými terčíky. 